# Nanpei Yamada
山田南平
Œuvres principales
Les Princes du thé
Nanpei Yamada (山田南平, Yamada, Nanpei) est une mangaka japonaise née le 2 septembre 1972 dans la préfecture de Kanagawa.

## Œuvres
- Kumiko & Shingo Series (1990–1997, 15 volumes)
- Les Princes du thé (Kōcha Ōji, 1997–2004, 25 volumes)
- Kōcha Ōji no Himegimi (2006, 1 volume)
- Otona no Kodomotachi: Kumiko & Shingo Series Special (2002–2007, 1 volume)
- Manabiya Sannin Kichisa (2004–2006, 4 volumes)
- Sorairo Kaigan  (2006–2008, 6 volumes)
- Orange Chocolate (2009-en cours, 2 volumes, prépublication dans le magazine Bessatsu Hana to Yume[1])